# Степанов, Виктор (хоккеист)
Виктор Степанов (род. 1958) — советский хоккеист, вратарь.
Воспитанник ленинградского СКА. Бронзовый призёр юношеского чемпионата СССР 1973/74, серебряный призёр молодёжного чемпионата СССР 1974/75, победитель молодёжного чемпионата СССР 1976/77. Единственный матч в высшей лиге чемпионата СССР провёл 31 января 1978 года — в домашнем матче против ЦСКА (2:16) заменил на 30-й минуте Алексея Тверизовского при счёте 2:8.
Играл во второй лиге за ленинградский «Ижорец» (1980/81) и «Горняк» Дальнегорск (1981/82 — 1982/83).